# Styringomyia edwardsiana
Styringomyia edwardsiana is een tweevleugelige uit de familie steltmuggen (Limoniidae). De soort komt voor in het Afrotropisch gebied.